# 21 tháng 5
Ngày 21 tháng 5 là ngày thứ 141 (142 trong năm nhuận) trong lịch Gregory. Còn 224 ngày trong năm.

## Sự kiện
- 934 - Sau khi tiến vào kinh thành Lạc Dương, Lý Tòng Kha trở thành hoàng đế của triều Hậu Đường, tức ngày Ất Hợi (6) tháng 4 năm Giáp Ngọ.
- 1804 – Nghĩa trang Père-Lachaise tại Paris, Pháp bắt đầu mở cửa.
- 1904 – Liên đoàn bóng đá thế giới (FIFA) được thành lập tại Paris, Pháp.
- 1972 - Liên quân Lào-Việt Nam mở chiến dịch phòng ngự cánh đồng Chum - Xiêng Khoảng, nhằm đánh bại cuộc tấn công lấn chiếm của gần 80 tiểu đoàn phái hữu Lào và quân Thái Lan được Mỹ chi viện.
- 1991 - Cố Thủ tướng Ấn Độ Rajiv Gandhi bị chết trong vụ đánh bom tự sát ở làng Sriperumbudur, cách thành phố Chennai, Ấn Độ hơn 48 km (30 dặm Anh).
- 1998 – Tổng thống Suharto của Indonesia từ nhiệm sau các náo động trong nước chống lại sự cai trị kéo dài 31 năm của ông.
- 2000 – Khánh thành cầu Mỹ Thuận, cầu dây văng lớn nhất Việt Nam thời điểm đó.
- 2012 – Hơn một trăm người thiệt mạng trong một vụ đánh bom tự sát nhằm vào các binh sĩ tại thủ đô Sana'a của Yemen.

## Sinh
- 1792 – Gaspard-Gustave de Coriolis, nhà toán học và nhà vật lý người Pháp (m. 1843).
- 1827 – Nguyễn Phúc Miên Quan, tước phong Kiến Tường công, hoàng tử con vua Minh Mạng (m. 1847).
- 1860 – Barton Appler Bean, nhà ngư học người Mỹ (m. 1947).
- 1977 - Việt Quang, ca sĩ người Việt Nam (m. 2021)
- 1993 – Aron (NU'EST), ca sĩ Hàn Quốc.

## Mất
- 252 – Tôn Quyền, hoàng đế Đông Ngô, tức ngày Ất Mùi tháng 4 năm Nhâm Thân (s. 182)
- 987 – Vua Louis V của Pháp.
- 1254 – Conrad IV của Đức (s. 1228).
- 1481 – Christian I Đan Mạch, vua của Na Uy và Thụy Điển (s. 1426).
- 1801 – Nguyễn Phúc Hy, tước phong Thuận An công, hoàng tử con vua Gia Long (s. 1782).
- 1947 – Huỳnh Thúc Kháng, chí sĩ người Việt Nam (s. 1876).
- 1968 - Lê Anh Xuân, nhà thơ,  liệt sĩ Việt Nam (s. 1940).
- 1973 – Ivan Stepanovich Koniev, Nguyên soái Liên bang Xô Viết.

## Những ngày lễ và kỷ niệm
- Ngày Chè Quốc tế